# نیو ادینبورگ، آرکانزاس
نیو ادینبورگ (به انگلیسی: New Edinburg) یک منطقهٔ مسکونی در ایالات متحده آمریکا است که در شهرستان کلیولند، آرکانزاس واقع شده‌است. نیو ادینبورگ ۸٫۱۲ کیلومتر مربع مساحت و ۱٬۱۷۶ نفر جمعیت دارد و ۸۸٫۰۹ متر بالاتر از سطح دریا واقع شده‌است.